# Balmville
Balmville ist ein Weiler und Census-designated place (CDP) im Orange County, New York. Im Jahr 2010 hatte Balmville 3178 Einwohner. In Balmville befindet sich der Balmville Tree, New Yorks kleinster Staatswald. Der Baum ist einer von drei durch den National Park Service geschützten Einzelbäumen in den Vereinigten Staaten. Mit Maple Lawn, einem neugotischen Wohnhaus befindet sich in Balmville noch ein weiteres in das National Register of Historic Places eingetragenes Objekt.

## Geographie
Balmville ist eine Siedlung im östlichen Teil der Town of Newburgh, die nördlich der City of Newburgh liegt. Balmvilles geographische Koordinaten lauten 41° 32′ N, 74° 1′ W (41,527893, −74,024426).
Nach den Angaben des United States Census Bureaus hat der CDP eine Gesamtfläche von 5,5 km², die vollständig auf Land entfällt.
Durch Balville führen die Interstate 84 und U.S. Route 9W.

## Demographie
Zum Zeitpunkt des United States Census 2000 bewohnten Balmville 3339 Personen. Die Bevölkerungsdichte betrug 608,1 Personen pro km². Es gab 1288 Wohneinheiten, durchschnittlich 234,6 pro km². Die Bevölkerung Balmvilles bestand zu 79,66 % aus Weißen, 9,46 % Schwarzen oder African American, 0,03 % Native American, 3,05 % Asian, 0,12 % Pacific Islander, 4,88 % gaben an, anderen Rassen anzugehören und 2,79 % nannten zwei oder mehr Rassen. 10,03 % der Bevölkerung erklärten, Hispanos oder Latinos jeglicher Rasse zu sein.
Die Bewohner Balmvilles verteilten sich auf 1257 Haushalte, von denen in 31,4 % Kinder unter 18 Jahren lebten. 61,1 % der Haushalte stellten Verheiratete, 10,5 % hatten einen weiblichen Haushaltsvorstand ohne Ehemann und 24,7 % bildeten keine Familien. 19,9 % der Haushalte bestanden aus Einzelpersonen und in 8,1 % aller Haushalte lebte jemand im Alter von 65 Jahren oder mehr alleine. Die durchschnittliche Haushaltsgröße betrug 2,65 und die durchschnittliche Familiengröße 3,06 Personen.
Die Bevölkerung verteilte sich auf 23,0 % Minderjährige, 7,2 % 18–24-Jährige, 27,3 % 25–44-Jährige, 26,2 % 45–64-Jährige und 16,3 % im Alter von 65 Jahren oder mehr. Das Durchschnittsalter betrug 40 Jahre. Auf jeweils 100 Frauen entfielen 91,6 Männer. Bei den über 18-Jährigen entfielen auf 100 Frauen 90,4 Männer.
Das mittlere Haushaltseinkommen in Balmville betrug 66.979 US-Dollar und das mittlere Familieneinkommen erreichte die Höhe von 72.925 US-Dollar. Das Durchschnittseinkommen der Männer betrug 50.426 US-Dollar, gegenüber 38.884 US-Dollar bei den Frauen. Das Pro-Kopf-Einkommen belief sich auf 30.646 US-Dollar. 2,2 % der Bevölkerung und 1,0 % der Familien hatten ein Einkommen unterhalb der Armutsgrenze, davon waren 1,8 % der Minderjährigen und 1,5 % der Altersgruppe 65 Jahre und mehr betroffen.

## Balmville Elementary School
Seit 1963 ist Balmville Teil des damals gebildeten Newburgh Enlarged City School District. Das ursprüngliche Schulhaus Balmvilles wurde 1897 ersetzt durch einen Bau an der nordöstlichen Ecke der Kreuzung von US-9W und Forstertown Road. Das Grundstück hatte Warren Delano zur Verfügung gestellt, die Finanzierung erfolgt mit Mitteln, die dessen Tochter Annie Delano-Hitch zur Verfügung gestellt hatte. Hitch war zeit ihres Lebens eine Einwohnerin der Stadt und die Tante des US-Präsidenten Franklin Delano Roosevelt. Dieser Bau besteht noch heute. Zwischen 1953 und 1954 entstand direkt gegenüber an der südöstlichen Ecke der Kreuzung ein Neubau, der seitdem mehrfach erweitert wurde. Von 1954 wurde der Unterricht zumeist in den neuen Räumlichkeiten abgehalten, aber noch bis in Mitte der 1970er Jahre fanden vereinzelte Unterrichtsstunden in dem alten Schulgebäude statt. Noch bis in die 1980er Jahre hinein diente es zu administrativen Zwecken und danach als Lager.
Nachdem ein Bericht festgestellt hatte, dass das vom Ende des 19. Jahrhunderts stammende Bauwerk instabil sei und ein Risiko selbst für Passanten auf der Straße darstelle, entschied sich die Schulverwaltung 2007 zunächst für den Abriss. Gegen diese Absicht regte sich Widerstand von Bürgern und Historikern und schließlich boten zwei ortsansässige Bauunternehmer an, das Bauwerk zu erwerben, zu renovieren und an die Schule zurück zu vermieten. Das Projekt sah vor, in dem alten Schulgebäude Räume für Büros und die Administration unterzubringen und dadurch freiwerdende Räume im neuen Schulhaus zur Erweiterung der Schulbücherei zu nutzen.

## Newburgh–Beacon Bridge und Interstate 84
Das westliche Ende der Newburgh–Beacon Bridge befindet sich in Balmville. Die darüber führende Interstate 84 schneidet Balmville südlich des Powelton Clubs. Die Brücke wird von der New York State Bridge Authority unterhalten.

## Persönlichkeiten
- James D. Hughes (1922–2024), General der United States Air Force